# Phytocerum belloi
Phytocerum belloi is een keversoort uit de familie spinthoutkevers (Cerophytidae). De wetenschappelijke naam van de soort werd in 2003 gepubliceerd door Costa, Vanin, Lawrence & Ide.